# David Levi (Musiker)
David Julian Levi (* 13. November 1994 in New York) ist ein US-amerikanischer Musiker und Schauspieler. Er wurde bekannt durch seine Rolle als Keyboarder der Naked Brothers Band (NBB).

## Leben
Levi ist einer der Gründungsmitglieder der Silver Boulders und der Naked Brothers Band. Er lernte mit vier Jahren Nat Wolff in der Vorschule kennen und gründete mit ihm und anderen Freunden die Silver Boulders. Dort begann er Keyboard zu spielen. Dazu spielt er Klavier und Gitarre. Sein erstes Interesse für das Klavierspiel weckte der Jazz-Pianist Michael Wolff, der Vater von Nat und Alex Wolff.

## The Naked Brothers Band
Mit zehn Jahren spielte David Levi bei „The Naked Brothers Band: Der Film“ den Keyboarder. Auf Grundlage des Films startete 2007 die Fernsehserie „The Naked Brothers Band“ auf Nickelodeon. Von 2004 (Produktionsjahr des Films) bis heute gehört er zur Stammbesetzung der Serie. In Deutschland läuft die Fernsehserie auf Nick unter dem Titel: „The Naked Brothers Band: Junge Rockstars privat“.
In seiner Rolle als Keyboarder der Naked Brothers Band spielt Levi einen schüchternen und zurückhaltenden Jungen. Er ist trotzdem für jeden Spaß zu haben und heckt mit seinen besten Freunden Thomas und Qaasim die lustigsten Streiche aus. Wie alle Charaktere in der Mockumentary „The Naked Brothers Band“ basiert auch dieser frei auf dem Leben des realen David Julian Levi.
Hierzu sagte Levi in einem Interview:

“My character is sort of like me in a lot of ways, but in a lot of other ways we're very different.”

„In einer Hinsicht ist mein Charakter sehr wie ich, aber in anderer Hinsicht sind wir sehr unterschiedlich.“

Levis Name taucht im Text eines der Nacked-Brothers-Band-Lieder auf. In „Great Trip“ beschreibt Nat Wolff einen Ausflug zu einem Freizeitbadpark mit seinem Freund „David Julian Levi“ und wie es ist ein bekannter Rockstar zu sein.
The Naked Brothers Band: Der Film gewann 2005 den Zuschauerpreis für den besten Familienfilm beim Hamptons Internation Filmfestival. 2008 wurde er gemeinsam mit den anderen Hauptdarstellern der Naked Brothers Band für den Young Artist Award nominiert.